# Corpus Christi Caller-Times
El Corpus Christi Caller-Times es el periódico de referencia de Corpus Christi, Texas.
El Caller-Times fue la primera fuente en informar sobre el accidente de caza del vicepresidente estadounidense Dick Cheney. El accidente tuvo lugar en la tarde del sábado 11 de febrero de 2006. Katharine Armstrong, la propietaria del rancho en el que tuvo lugar el accidente, esperó hasta la mañana siguiente para informar al Caller-Times.